# Vibrazioni (album)
Vibrazioni è un album in studio del cantautore italiano Gatto Panceri, pubblicato nel 2001.

## Tracce
1. Sdraiati dentro me
2. Un lavoro che mi piace
3. Va bene anche se
4. Una settimana e un giorno
5. Tu mi rubi il cuore
6. La strada nel bosco
7. Rosa carne
8. I miei segni
9. Vibro
10. Mercurio
11. Un'avventura infinita
12. Non è da saggio
13. W lei
14. Quattordici

## Formazione
- Gatto Panceri – voce, chitarra
- Paolo Costa – basso
- Elio Rivagli – batteria
- Valter Vincenti – chitarra
- Umberto Iervolino – tastiera, programmazione
- Giorgio Secco – chitarra